# Дроздо-Поляєв Федір Миколайович
Федір Миколайович Дроздо-Поляєв (1873 — 25 квітня 1940) — артист опери (драматичний баритон) і педагог, заслужений артист УРСР (з 1938 року).

## Біографія
Народився в 1873 році. Співу навчався на Петербурзьких музично-драматичних курсах Є. Рапгофа (клас Р. Нувель-Норди). Дебютував в 1908 році в петербурзькому Народному будинку, потім співав у Харкові (з 1910 року), Києві, Одесі, Тифлісі, Баку (1923), Воронежі (1925). Володів м'яким, вільно литним голосом декілька суховатого тембру, сценічною майстерністю.
Педагогічну діяльність (одночасно зі сценічною) почав в Тифлісі, потім викладав у Баку і в Києві (з 1935 року — в Київській консерваторії, в 1936—1939 роках очолював одну з кафедр сольного співу). Учні: А. Архимович, Павло Гайчук, М. Кваліашвілі, Ірина Масленнікова, І. Поляков, Н. Савченко, М. Фокін.

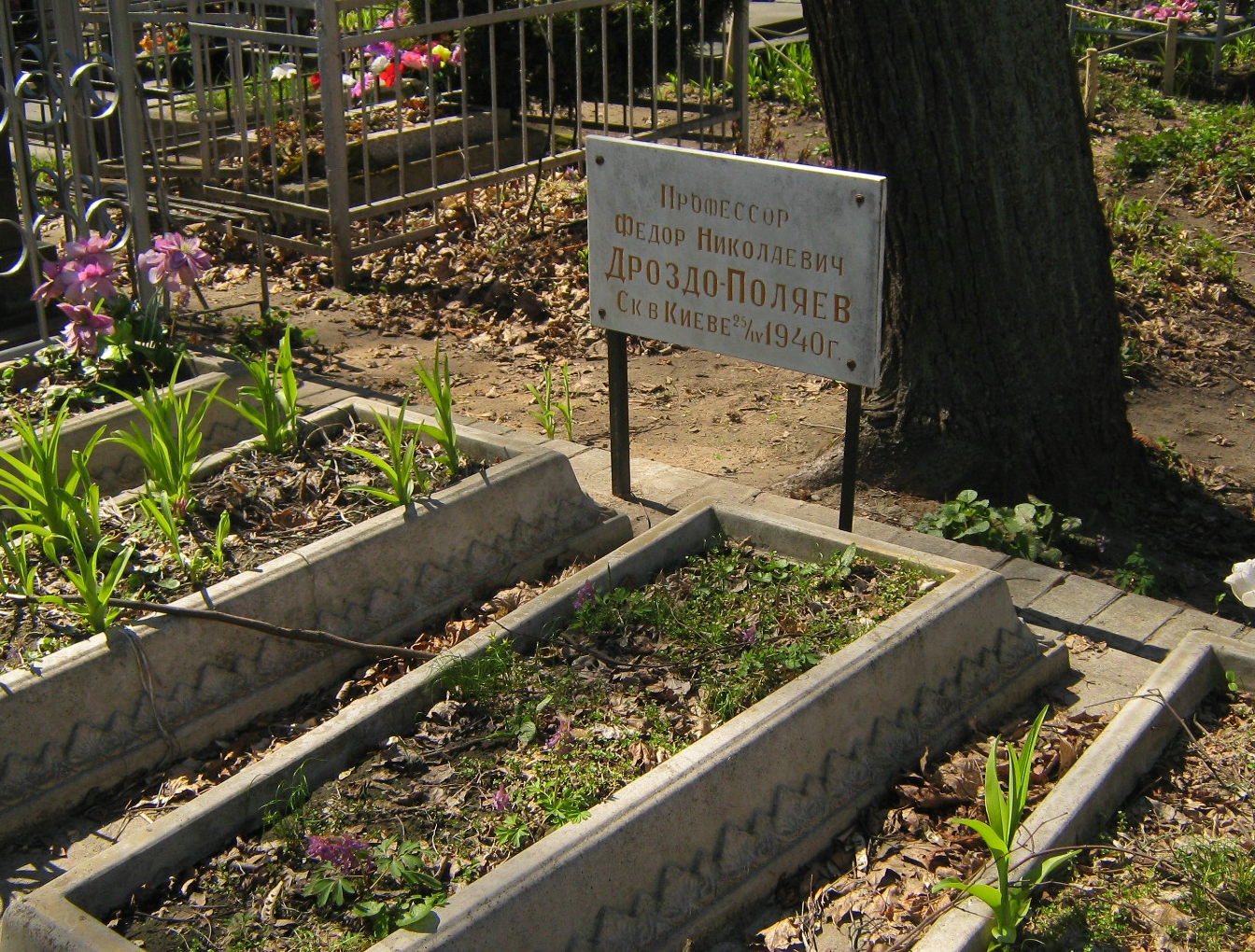
Могила Федора Дроздо-Поляєва

Помер 25 квітня 1940 року. Похований в Києві на Лук'янівському цвинтарі (ділянка № 22).

## Творчість
Перший виконавець партії Абдула («Сказання про Шота Руставелі»).
- найкращі партії: Амонасро, Ріголетто, Нелюско, Барнаба;
- другі партії: Рангоні, Брудної, Демон («Демон» А. Рубінштейна), Єлецький, Томський, Онєгін, Мазепа («Мазепа» П. Чайковського), Мизгирь («Снігуронька»), Веденецкій гість; Яго, Жермон, Валентин («Фауст»), Тоніо, Сільвіо, Ескамільо;
- партнери: О. Бахуташвілі-Шульгіна, М. Доліна, К. Ісаченко, М. Микиша, Ф. Шаляпін (у 1915 році).

Співав під керівництвом М. Голінкіна, С. Столермана.
Записувався на грамплатівки (19 творів) в Києві («Екстрафон», 1909; «Арістотіпія», 1914) і Петербурзі («Орфеон», РАОГ, 1912).